# Джон Кемпбел Меріам
Джон Кемпбел Меріам (англ. John Campbell Merriam) (20 жовтня 1869 — 30 жовтня 1945) — американський палеонтолог.  Знаний своєю таксономією викопних хребетних з Ранчо Ла-Брея в самому центрі Лос-Анджелеса.

## Біографія
Бувши молодою людиною, почав збирати скам'янілості палеозойських безхребетних поруч зі своїм будинком в Айові. Здобув ступінь бакалавра коледжі Ленокс в штаті Айова, потім вирушив до Університету Каліфорнії вивчати геологію і ботаніку під керівництвом Джозефа Ле Конте. Пізніше вирушив до Мюнхена, Німеччина, щоб вчитися у знаменитого палеонтолога Карла фон Зітеля. У 1894 році повернувся до США і вступив до університету Каліфорнії, щоб навчатись та виконувати дослідження в палеонтології як хребетних, так і безхребетних. У 1920 році став президентом Інституту Карнегі у Вашингтоні, округ Колумбія.